# Ессекс
Е́ссекс (Е́секс, англ. Essex, МФА [ˈɛsɨks]) — графство на сході Англії. Входить до складу регіону Східна Англія. Адміністративний центр — Челмсфорд.
Те, що називається Ессексом, раніше було під контролем триновантів у залізну добу. Вони заснували поселення в Колчестері — сьогодні найстаріше зареєстроване місто Британії. Спочатку місто завоювали римляни, згодом розграбували тринованти під час повстання Боудіки. У ранньому середньовіччі регіон захопили сакси, які утворили королівство Ессекс; за ними пішли вікінги, які після перемоги в битві при Молдоні змогли взяти першу данину у короля Етельреда. Після норманського завоювання більша частина графства стала королівським лісом, а в 1381 році населення графства активно залучено до селянського повстання. Наступні століття були стабільнішими, економіка графства ставала все більш прив’язаною до економіки Лондона; у дев'ятнадцятому столітті залізниці дозволили розвинути такі прибережні курорти, як Клактон-он-Сі, Лондонський порт перемістився вниз по річці до Тілбері. Подальший розвиток включав нові міста Базілдон і Харлоу, розвиток Гарвічського міжнародного порту та нафтової промисловості.

## Географія
Загальна площа території 3670 км² (11-те місце); територія адміністративної області — 3465 км² (також 11-те місце). На південному заході Ессекс межує з Великим Лондоном, на заході — з графством Гартфордшир, на півночі — з графствами Кембриджшир і Суффолк, на півдні — з графством Кент.
У південно-західній частині Ессекса знаходиться частина старого лісового масиву Еппінг-Форест, вперше згаданого в XVII столітті, який дав назву одному з районів графства.

## Економіка
Найзначніша частина місцевої економіки — сфера послуг, але промисловість і сільськогосподарський сектор також присутні.
Індустрія сконцентрована на півдні графства, більша частина його територій віддана під сільське господарство. Серед промислових центрів можна виділити місто Харлоу — великий центр виробництва електроніки, який також спеціалізується на наукомісткій галузі та фармацевтиці; Брентвуд, у якому розташовується європейська штаб-квартира компанії Ford Motor Company; Лохтон, у якому друкують британські та іноземні банкноти; Челмсфорд, колишній значущий центром електроніки з початку існування індустрії, де тепер розташовано безліч фінансових і страхових компаній, а також знаходиться штаб-квартира виробника безалкогольних напоїв Britvic. Але панівне становище в графстві займають дрібномасштабне виробництво і сфера послуг. У Колчестері розташовані частини британської армії, що стимулює місцеву економіку. У Турроці знаходиться один з перших в Англії позаміських торгових центрів — Lakeside, популярність якого не згасає, попри суперництво з комплексом Bluewater і завантаженістю найближчій автотраси — М25.

## Спорт
У графстві є кілька футбольних команд, проте ніхто з них ще жодного разу не потрапляв в прем'єр-лігу. Також є команди з реслінгу, спідвею, хокею, але всі вони змагаються тільки на регіональному рівні.

## Персоналії
- Джеймс Тревор Олівер
- Альфред Гічкок
- Ганна Фрай